# To Love
To Love (stilisiert als „to LOVE“) ist das zweite Studioalbum der japanischen Sängerin Kana Nishino. Es wurde am 23. Juni 2010 in Japan veröffentlicht und debütierte in der ersten Woche auf Platz 1 mit 290.048 verkauften Einheiten in den Oricon-Charts in Japan.

## Hintergrund
Das Studioalbum To Love ist Nishinos erstes Album, das nach ihrer gewonnenen Popularität über den japanischen Musikdownload-Markt veröffentlicht wurde. Die Singles ihres ersten Studioalbums Love One. genossen kaum Aufmerksamkeit, bis auf die letzten zwei Singles dieser Ära (Tōkutemo und Kimi ni Aitaku Naru Kara), sowie die Promo-Single Kimi no Koe wo, die ihr letztendlich das Tor zur Popularität, vor allem im japanischen Downloadmarkt, öffnete. Seitdem waren alle ihre Singles auf der Höchstplatzierung in den RIAJ Digital Track Charts. Die Single Best Friend (aus der To Love-Ära) hielt sich dort sogar drei Wochen hintereinander an der Spitze dieser Charts und Aitakute Aitakute, sowie Motto..., die ebenfalls aus der Ära sind, hielten sich jeweils zwei Wochen hintereinander an der Spitze.
Die Singles Aitakute Aitakute, Best Friend, Dear... und Motto... wurden in der Kategorie Downloads mit Million ausgezeichnet, für jeweils eine Million legale Downloads.

## Details zum Album
Wie bei ihrem Debütalbum, dreht sich das Thema von To Love um die Liebe. Mit diesem Studioalbum wollte Nishino ihre veränderte Betrachtung und Auffassung der Liebe darstellen, die sich seit ihrem Debütalbum verändert habe. In einem Interview mit Yahoo! Japan beschrieb sie ihr Verhalten beim Schreiben eines Liedes; so gestaltet sie sich gedanklich Bilder, die die Musik beschreiben, dann erfindet sie weiterhin in Gedanken einen Film mit den gestalteten Bildern daraus und daraus zieht sie die Basis für ein Szenario im zukünftigen Lied.
Die Songwriter dieses Albums sind überwiegend auch die von ihrem Debütalbum. So war wieder Sizk für die Übergänge zuständig, Giorgio Cancemi für die Singleauskopplungen, Nervo für das Lied Hey Boy und Jeff Miyahara für das Lied Summer Girl.
Neben der regulären CD-Version wurde eine CD/DVD-Version veröffentlicht, die die Musikvideos mit den jeweiligen Making-ofs der Singleauskopplungen Motto..., Dear..., Best Friend, Aitakute Aitakute und der Promo-Single Kimi no Koe wo (aus dem Debütalbum) enthält. Für mehr als 750.000 verschiffte Einheiten, wurde das Album von der RIAJ mit 3-fach-Platin ausgezeichnet.

## Titelliste

### CD
Katalognummer: SECL-878 (Reguläre CD-Version)
| #   | Titel                                   | Übersetzung                   | Länge |
| --- | --------------------------------------- | ----------------------------- | ----- |
| 1.  | "Prologue": "What a Nice"               | "Prolog": Wie schön           | 1:34  |
| 2.  | Best Friend                             | Bester Freund                 | 5:19  |
| 3.  | Summer Girl mit Minmi                   | Sommermädchen                 | 3:49  |
| 4.  | Hey Boy                                 | Hey Junge                     | 3:18  |
| 5.  | Motto... もっと…                        | Mehr...                       | 5:30  |
| 6.  | Love & Smile                            | Liebe und Lächeln             | 5:06  |
| 7.  | Kono Mama de このままで                 | Bleib so                      | 4:17  |
| 8.  | Maybe                                   | Vielleicht                    | 4:04  |
| 9.  | Wrong                                   | Falsch                        | 3:29  |
| 10. | Come On Yes Yes Oh Yeah!!               | Komm schon, Ja, Ja, Oh Yeah!! | 5:06  |
| 11. | Dear...                                 | Lieber...                     | 5:30  |
| 12. | Aitakute Aitakute 会いたくて 会いたくて | Ich will dich sehen...        | 4:42  |
| 13. | You Are the One                         | Du bist es                    | 4:36  |
| 14. | Epilogue: "To Love"                     | Epilog: "Zu lieben"           | 1:14  |

### DVD (Kana Nishino Video Clips 2)
Katalognummer: SECL-876-877 (Limitierte CD+DVD-Version)
| #   | Titel                                           | Anmerkung  |
| --- | ----------------------------------------------- | ---------- |
| 1.  | Kimi no Koe wo 君の声を mit Verbal (M-Flo)      | Video Clip |
| 2.  | Making of "Kimi no Koe wo feat. Verbal (M-Flo)" |            |
| 3.  | Motto...                                        | Video Clip |
| 4.  | Making of "Motto..."                            |            |
| 5.  | Dear...                                         | Video Clip |
| 6.  | Making of "Dear...."                            |            |
| 7.  | Best Friend                                     | Video Clip |
| 8.  | Making of "Best Friend"                         |            |
| 9.  | Aitakute Aitakute                               | Video Clip |
| 10. | Making of "Aitakute Aitakute"                   |            |

## Verkaufszahlen und Charts-Platzierungen

### Charts
Das Studioalbum hielt sich zwei Wochen hintereinander auf der Höchstpositionierung der wöchentlichen Oricon-Album-Charts.
| Charts                               | Positionen |
| ------------------------------------ | ---------- |
| Tägliche Oricon Album-Charts         | 1          |
| Wöchentliche Oricon Album-Charts     | 1          |
| Monatliche Oricon-Album-Charts       | 1          |
| Jährliche Oricon Album-Charts (2010) | 3          |

### Verkäufe
| Charts              | Erste Woche | Insgesamt | Charts-Aufenthalt |
| ------------------- | ----------- | --------- | ----------------- |
| Oricon Album-Charts | 290.048     | 727.945   | 104 Wochen        |